# Episodi di Dallas (serie televisiva 1978) (undicesima stagione)
Questa voce contiene trame, dettagli e crediti dei registi e degli sceneggiatori della undicesima stagione della serie televisiva Dallas.
Negli Stati Uniti d'America, è stata trasmessa per la prima volta dalla CBS dal 25 settembre 1987 al 13 maggio 1988, posizionandosi al 22º posto nei rating Nielsen di fine anno con il 16,8% di penetrazione e con una media di quasi 15 milioni di spettatori.
In Italia, questo ciclo è stato trasmesso nel corso di due stagioni televisive (tra il 16 febbraio 1988 e il 28 febbraio 1989), subito seguito (dal 7 marzo 1989) dalla dodicesima stagione, rendendo nulla la suspense del "cliffhanger" di fine stagione.
- Il cliffhanger di fine stagione

La stagione termina con la rottura definitiva tra J.R. e Sue Ellen. Nell'ultimo episodio, l'uomo affronta l'attuale amante di lei, Nicholas Pearce. Durante la colluttazione - che avviene in una camera d'albergo dove si trova J.R. - Nick cade dal balcone e muore. Sue Ellen, credendolo colpevole, gli spara.

Risoluzione: J.R. si riprende e con Sue Ellen si accorda per non denunciarsi a vicenda.
Nella stagione si ha notizia anche della morte di Jamie avvenuta in un incidente in montagna.
| nº | Titolo originale                                | Titolo italiano            | Prima tv USA      | Prima tv Italia  |
| -- | ----------------------------------------------- | -------------------------- | ----------------- | ---------------- |
| 1  | After the Fall: Ewing Rise                      | Dopo la caduta             | 25 settembre 1987 | 16 febbraio 1988 |
| 2  | After the Fall: Digger Redux                    | Niente più affari con J.R. | 25 settembre 1987 | 23 febbraio 1988 |
| 3  | The Son Also Rises                              | La sfida                   | 2 ottobre 1987    | 1º marzo 1988    |
| 4  | Gone with the Wind                              | La fuga                    | 9 ottobre 1987    | 8 marzo 1988     |
| 5  | The Lady Vanishes                               | La signora è scomparsa     | 16 ottobre 1987   | 15 marzo 1988    |
| 6  | Tough Love                                      | Grande amore               | 24 ottobre 1987   | 22 marzo 1988    |
| 7  | Last Tango in Dallas                            | L'ultimo tango a Dallas    | 30 ottobre 1987   | 29 marzo 1988    |
| 8  | Mummy's Revenge                                 | La vendetta della mummia   | 6 novembre 1987   | 5 aprile 1988    |
| 9  | Hustiling                                       | Sotto pressione            | 13 novembre 1987  | 12 aprile 1988   |
| 10 | Bedtime Stories                                 | La compagna di scuola      | 20 novembre 1987  | 19 aprile 1988   |
| 11 | Lovers and Other Liars                          | Amanti ed altri bugiardi   | 27 novembre 1987  | 26 aprile 1988   |
| 12 | Brothers and Sons                               | Meglio non indagare        | 4 dicembre 1987   | 3 maggio 1988    |
| 13 | Brother, Can You Spare a Child?                 | Il vero perché             | 11 dicembre 1987  | 11 ottobre 1988  |
| 14 | Daddy's Little Darlin                           | Il tesoro di papà          | 18 dicembre 1987  | 18 ottobre 1988  |
| 15 | It's Me Again                                   | Ti ho sempre amato         | 8 gennaio 1988    | 25 ottobre 1988  |
| 16 | Marriage on the Rocks                           | Tempo di matrimoni         | 15 gennaio 1988   | 1º novembre 1988 |
| 17 | Anniversary Waltz                               | Anniversario di nozze      | 22 gennaio 1988   | 8 novembre 1988  |
| 18 | Brotherly Love                                  | Amore fraterno             | 5 febbraio 1988   | 15 novembre 1988 |
| 19 | The Best Laid Plans                             | Camere separate            | 12 febbraio 1988  | 22 novembre 1988 |
| 20 | Farlow's Follies                                | La confessione             | 19 febbraio 1988  | 29 novembre 1988 |
| 21 | Malice in Dallas                                | L'udienza è aperta         | 26 febbraio 1988  | 6 dicembre 1988  |
| 22 | Crime Story                                     | Storia di un crimine       | 4 marzo 1988      | 13 dicembre 1988 |
| 23 | To Have and to Hold                             | Guerra per la Weststar     | 11 marzo 1988     | 20 dicembre 1988 |
| 24 | Dead Reckoning                                  | Accusa di omicidio         | 18 marzo 1988     | 10 gennaio 1989  |
| 25 | Never Say Never                                 | L'unico è J.R.             | 1º aprile 1988    | 17 gennaio 1989  |
| 26 | Last of the Good Guys                           | Un castello in Scozia      | 8 aprile 1988     | 24 gennaio 1989  |
| 27 | Top Gun                                         | Fine della scalata         | 15 aprile 1988    | 31 gennaio 1989  |
| 28 | Pillow Talk                                     | Lotte intestine            | 29 aprile 1988    | 7 febbraio 1989  |
| 29 | Things Ain't Goin' Too Good at Southfork, Again | Alla riscossa              | 6 maggio 1988     | 21 febbraio 1989 |
| 30 | The Fat Lady Singeth                            | Duplice omicidio           | 13 maggio 1988    | 28 febbraio 1989 |

- Cast regolare[6]:
Barbara Bel Geddes (Miss Ellie Ewing)
Patrick Duffy (Bobby Ewing)
Linda Gray (Sue Ellen Ewing)
Larry Hagman (J.R. Ewing)
Susan Howard (Donna Culver)
Steve Kanaly (Ray Krebbs)
Howard Keel (Clayton Farlow)
Ken Kercheval (Cliff Barnes)
Priscilla Beaulieu Presley (Jenna Wade)

## Dopo la caduta
- Titolo originale: After the Fall: Ewing Rise
- Diretto da: Leonard Katzman
- Scritto da: Arthur Bernard Lewis

### Trama
Pam viene portata d'urgenza in ospedale con ustioni di terzo grado, lasciando Bobby distrutto dal dolore; J.R. fonda la JRE Industries; Jenna si gode il suo neonato Lucas e Ray compra un'auto per la famiglia. Cliff teme di aver deluso il ricordo di Digger.

## Niente più affari con J.R.
- Titolo originale: After the Fall: Digger Redux
- Diretto da: Michael Preece
- Scritto da: David Paulsen

### Trama
Cliff incontra Dandy Dandridge, che gli ricorda Digger; J.R. ottiene il testamento di Pam per pianificare il suo futuro nel caso in cui morisse, mentre April offre il suo sostegno a Bobby; Sue Ellen viene contattata per chiedere aiuto per la sua attività; Miss Ellie ritiene che Clayton si stia sforzando troppo.

## La sfida
- Titolo originale: The Son Also Rises
- Diretto da: Leonard Katzman
- Scritto da: Leah Markus

### Trama
Disperato e desideroso di rivedere sua madre, Christopher scappa; Charlie vuole che Jenna e Ray si sposino; J.R. incontra Casey Denault, un potenziale socio in affari; Clayton continua a litigare con Miss Ellie sul suo livello di attività.

## La fuga
- Titolo originale: Gone with the Wind
- Diretto da: Michael Preece
- Scritto da: Mitchell Wayne Katzman

### Trama
Ray fa pressione su Jenna affinché permetta a Bobby di far parte della vita di Lucas; J.R. si serve di Casey per aiutarlo a ricostruire la sua azienda; Nicholas dice a Sue Ellen che ha bisogno di espandere la Valentine Lingerie a livello nazionale affinché l'azienda abbia successo e i due vanno a Los Angeles per cercare uno spazio per uffici; stanca di vedere Clayton mettere a repentaglio la sua salute, Miss Ellie gli chiede di lasciare Southfork; a Pam vengono tolte le bende.

## La signora è scomparsa
- Titolo originale: The Lady Vanishes
- Diretto da: Leonard Katzman
- Scritto da: Leonard Katzman

### Trama
Bobby arriva all'ospedale e scopre che Pam è scomparsa; Bobby sospetta che Katherine possa aver rapito Pam e lui e Cliff assumono un investigatore privato per trovarla; Serena, ex amante di J.R., viene a Dallas per chiedere aiuto a J.R. per un suo amico di nome Walter Hicks. Hicks possiede un'azienda di attrezzature per trivellazioni e ha un prestito di 5 milioni di dollari in scadenza a breve per 20 milioni di dollari di inventario che non riesce a vendere a causa di una pausa nelle trivellazioni; a Los Angeles, Nicholas cerca di convincere Sue Ellen ad acquistare Secret Hours, un'azienda di lingerie con distribuzione da costa a costa.

## Grande amore
- Titolo originale: Tough Love
- Diretto da: Michael Preece
- Scritto da: Arthur Bernard Lewis

### Trama
La notizia della partenza di Pam sconvolge sia Bobby che Cliff; J.R. rileva segretamente il prestito di Walter dalla banca e poi lo pignora, acquisendo a basso costo l'inventario; dopo essere stata lasciata da Walter, Serena è quasi costretta a tornare a prostituirsi finché J.R. non la assume per trovare informazioni compromettenti su Wilson Cryder, il nuovo capo della WestStar; Dandy dice a Cliff di possedere un terreno che ritiene ricco di petrolio; Sue Ellen non ha abbastanza soldi per espandere con successo la sua azienda, così Nicholas le trova un potenziale socio; una misteriosa donna bionda si interessa a Bobby e Christopher.

## L'ultimo tango a Dallas
- Titolo originale: Last Tango in Dallas
- Diretto da: Jerry Jameson
- Scritto da: David Paulsen

### Trama
Con Pam fuori, Charlie è preoccupato che Jenna lascerà Ray per Bobby; la misteriosa donna bionda si presenta a Bobby e Christopher come Lisa Alden e dice loro che si è trasferita di recente a Dallas; Sue Ellen decide di non associarsi con April e acquista Secret Hours da sola; Dandy dice a Cliff che il suo terreno è stato già analizzato con scarsi risultati, ma Dandy convince Cliff a procedere comunque con le trivellazioni; Pam invia a Bobby una procura che gli conferisce il controllo delle sue azioni Wentworth; J.R. viene a conoscenza della procura dall'investigatore privato che ha assunto per trovare Pam; Al ballo dei baroni del petrolio, Ray ha una domanda per Jenna; Clayton ha dolori al petto.

## La vendetta della mummia
- Titolo originale: Mummy's Revenge
- Diretto da: Michael Preece
- Scritto da: Mitchell Wayne Katzman

### Trama
Cliff scopre che Dandy ha anni di debiti per le tasse arretrate sulla sua terra e le salda acquisendo l'atto di proprietà; dopo aver sentito che Jenna ha rifiutato la proposta di Ray, Charlie crede che sia perché è ancora innamorata di Bobby; Clayton ha un'angioplastica; Casey è impegnato con una Marilee Stone troppo amorosa; Lisa continua a cercare di avvicinarsi a Bobby e Christopher; J.R. ha brutte notizie per Bobby.

## Sotto pressione
- Titolo originale: Hustling
- Diretto da: Jerry Jameson
- Scritto da: Leah Markus

### Trama
Cliff continua a investire soldi nelle trivellazioni sul terreno di Dandy, senza risultati; J.R. organizza un incontro "accidentale" con Kimberly Cryder, moglie di Wilson Cryder; Bobby firma i documenti per il divorzio di Pam; Casey sogna di fare un giorno grandi affari per sé e non per gli altri; mentre parla con April, Nicholas viene avvicinato da un uomo che crede che Nicholas sia Joseph Lombardi di Bensonhurst. Nicholas nega, ma in seguito April, incuriosita, assume un investigatore privato per indagare su Joseph Lombardi. Jenna chiede a Ray di sposarla.

## La compagna di scuola
- Titolo originale: Bedtime Stories
- Diretto da: Michael Preece
- Scritto da: Leonard Katzman

### Trama
Bobby decide un nome per la sua azienda, Petro Group Dallas; Ray e Jenna annunciano il loro fidanzamento; Nicholas è arrabbiato perché J.R. è andato dal suo capo per il modo in cui Nicholas sta gestendo il conto di Sue Ellen; Bobby dice a Lisa che lui e Christopher devono smettere di vederla perché Bobby è preoccupato che Christopher si stia affezionando troppo a Lisa subito dopo la partenza di Pam; Nicholas chiama suo padre per avvertirlo che qualcuno del suo vecchio quartiere potrebbe averlo riconosciuto a Dallas; J.R. si avvicina a Bobby con un piano per distruggere la WestStar Oil; viene svelato il motivo dell'interesse di Lisa per Bobby e Christopher; J.R. continua a sedurre Kimberly Cryder, ma lei potrebbe non essere proprio la pedina che aveva immaginato.

## Amanti ed altri bugiardi
- Titolo originale: Lovers and Other Liars
- Diretto da: Jerry Jameson
- Scritto da: Arthur Bernard Lewis

### Trama
Dandy è arrabbiato perché Cliff ha smesso di trivellare sul suo terreno e in seguito, sotto la minaccia di una pistola, costringe la squadra a tornare al lavoro; J.R. spinge April ad acquistare segretamente e lentamente azioni della WestStar; Lisa disobbedisce ai desideri di Bobby e organizza un incontro con Christopher; Sue Ellen spia J.R. che sta di nuovo combinando dei vecchi trucchi; J.R. scopre che il maggiore azionista delle azioni della WestStar è il dottor Herbert Styles e che questi ha un'inaspettata connessione con Kimberly.

## Meglio non indagare
- Titolo originale: Brothers and Sons
- Diretto da: Michael Preece
- Scritto da: David Paulsen

### Trama
Il terreno nell'est del Texas potrebbe non contenere petrolio, ma ha molto gas naturale; Bobby riscopre la sua passione per il business del petrolio; Jenna non è contenta della scelta di Ray come testimone di nozze; J.R. racconta a Casey di un'azienda che vorrebbe che acquisisse per JRE, ma Casey pensa di comprarla per sé; April continua a scavare nel passato di Nicholas; arriva il giorno delle nozze di Ray e Jenna; Christopher scopre di essere un nuovo fratellastro; Sue Ellen incontra Kimberly; Lisa si presenta al barbecue degli Ewing con i documenti legali per Bobby.

## Il vero perché
- Titolo originale: Brother, Can You Spare a Child?
- Diretto da: Patrick Duffy
- Scritto da: Leah Markus

### Trama
Nicholas consola April quando è arrabbiata per non essere stata invitata al barbecue annuale degli Ewing; Miss Ellie si coinvolge in un progetto per il DOA, annoiando Clayton; Cliff parla con Miss Ellie della storia tra i Barnes e gli Ewing; Christopher sente che Bobby non lo vuole più, ora che ha un figlio biologico; Sue Ellen organizza una cena con J.R., Kimberly e Wilson Cryder; Casey truffa J.R. acquistando la Brinker Oil per il cartello che ha formato e mente a J.R. dicendogli di non essere in grado di acquisire la società per JRE; Lisa minaccia di rivelare che Bobby ha comprato Christopher da suo fratello, poi confessa di sentirsi in colpa con un socio inaspettato.

## Il tesoro di papà
- Titolo originale: Daddy's Little Darlin
- Diretto da: Larry Hagman
- Scritto da: Mitchell Wayne Katzman

### Trama
Bobby avverte Sue Ellen che la sua causa per l'affidamento potrebbe riproporre molti vecchi panni sporchi degli Ewing; J.R. apprende inavvertitamente da uno dei membri del cartello di Casey che Casey lo ha truffato della Brinker Oil e poi lo convince ad acquistare da lui una proprietà senza valore; Cliff cerca di corrompere Lisa; Clayton è incuriosito da un ritratto che vede in una galleria; Bobby invita April a cena; J.R. incontra il dottor Herbert Styles che gli fa un'interessante proposta.

## Ti ho sempre amato
- Titolo originale: It's Me Again
- Diretto da: Leonard Katzman
- Scritto da: Leonard Katzman

### Trama
J.R. dice a Kimberly che divorzierà da Sue Ellen e la sposerà, ma prima lei dovrà divorziare da Wilson; Nicholas dice a Sue Ellen che preleverà denaro dal suo conto; su richiesta di J.R., Lisa fa amicizia con Cliff e scopre che un contadino non darà a Cliff il diritto di passaggio sul suo terreno per collegare il gasdotto di Cliff alla condotta principale, il che significa che Cliff non potrà vendere il suo gas naturale; Jenna dice a Bobby che lo ama ancora; l'uomo che ha riconosciuto Nicholas torna al ristorante di April e lei gli chiede di Joseph Lombardi; Clayton incontra Laurel Ellis, la donna nel dipinto che ha acquistato; Ray sorprende Charlie nella stalla con il suo fidanzato Randy (Brad Pitt); con l'aiuto di Sly, J.R. acquista il terreno agricolo di cui Cliff ha bisogno.

## Tempo di matrimoni
- Titolo originale: Marriage on the Rocks
- Diretto da: Larry Hagman
- Scritto da: Arthur Bernard Lewis

### Trama
Ray vuole essere padre per Charlie, ma lei non è interessata; J.R. va da Cliff con una proposta per far fallire la WestStar; Nicholas dice a Sue Ellen che J.R. ha fatto sì che sia April che Sly acquistassero azioni della WestStar; dopo aver sentito che Kimberly ha avviato le pratiche per il divorzio contro Wilson, J.R. parla con un avvocato sulle sue possibilità di ottenere la custodia di John Ross nel caso in cui divorziasse da Sue Ellen; Bobby si sente tradito quando vede Cliff cenare con Lisa; J.R. dà a Nicholas il permesso di avere una relazione con Sue Ellen.

## Anniversario di nozze
- Titolo originale: Anniversary Waltz
- Diretto da: David Paulsen
- Scritto da: David Paulsen

### Trama
J.R. perdona Casey per il suo tradimento; Nicholas dice a Sue Ellen che non vuole che lei stia con lui solo per vendicarsi di J.R.; Cliff accetta la proposta di J.R. e gli cede i diritti di voto per le azioni WestStar che ha acquistato in cambio del diritto di passaggio sul terreno agricolo che J.R. ha acquistato; mentre Miss Ellie lavora al suo progetto DOA, Clayton continua a trascorrere del tempo con Laurel; Jenna si arrabbia con Charlie e la schiaffeggia; Bobby scopre la verità sul coinvolgimento di J.R. con Lisa.

## Amore fraterno
- Titolo originale: Brotherly Love
- Diretto da: Linda Gray
- Scritto da: Leah Markus

### Trama
Bobby scopre che potrebbe riuscire a riavere indietro il nome Ewing Oil; J.R. dice a Lisa che non ha più bisogno di lei e di lasciare Dallas; Casey chiede a Sly di uscire con lui; quando Cliff riesce ad allacciare il suo gasdotto, vuole festeggiare, ma invece scopre quanto sia vuota la sua vita; Kimberly si sta stancando di aspettare che J.R. lasci Sue Ellen.

## Camere separate
- Titolo originale: The Best Laid Plans
- Diretto da: Patrick Duffy
- Scritto da: Mitchell Wayne Katzman

### Trama
Laurel dice a Clayton che dovrebbe tornare ad essere l'uomo che era; Sue Ellen interroga Nicholas sulla capacità di J.R. di prendere il controllo di WestStar; April è preoccupata che Bobby non voglia più vederla se scoprisse la sua passata relazione con J.R.; Sue Ellen unisce le forze con Bobby per assicurarsi che J.R. non recuperi mai la Ewing Oil; J.R. incastra Sue Ellen per sorprenderlo con Kimberly; Miss Ellie vede qualcosa di sconvolgente; Charlie chiede aiuto a Bobby per gestire Ray e Jenna, ma Ray è risentito dall'interferenza di Bobby.

## La confessione
- Titolo originale: Farlow's Follies
- Diretto da: Steve Kanaly
- Scritto da: Louella Lee Caraway

### Trama
Ray, Jenna e Charlie decidono di mettere da parte le loro recenti difficoltà; Clayton decide di tornare al lavoro; la riluttanza di Sue Ellen a concedere il divorzio a J.R. sta mettendo a repentaglio il suo piano di rilevare la WestStar; Bobby si reca a Washington per cercare di recuperare il nome Ewing Oil e incontra Kay Lloyd, uno dei membri dello staff del senatore Dowling; Miss Ellie spia di nuovo Clayton con Laurel e crede che lui abbia una relazione; April rivela un segreto a Bobby.

## L'udienza è aperta
- Titolo originale: Malice in Dallas
- Diretto da: Larry Hagman
- Scritto da: Arthur Bernard Lewis

### Trama
Lisa torna a Dallas e rilancia la battaglia per l'affidamento di Christopher; Charlie marina la scuola e non supera gli esami, così Jenna e Ray prendono in considerazione l'idea di mandarla in collegio; Clayton non ha una relazione, ma circostanze più sospette convincono Miss Ellie che il suo matrimonio è in gravi difficoltà e lei racconta a Mavis le sue paure riguardo a Clayton; April avverte Nicholas che potrebbero esserci delle persone sulle sue tracce e lui va a trovare i suoi genitori per dire loro che potrebbero essere stati scoperti; Kimberly ha paura che J.R. non la sposerà se riesce a controllare la WestStar senza di lei e prende provvedimenti per evitare che ciò accada; viene emesso un verdetto nel processo per l'affidamento.

## Storia di un crimine
- Titolo originale: Crime Story
- Diretto da: Patrick Duffy
- Scritto da: David Paulsen

### Trama
Lisa va a Southfork per salutare Christopher; Casey informa J.R. del suo incontro con Kimberley; Sue Ellen dice a J.R. che sa esattamente cosa sta combinando; April si spaventa quando viene contattata dagli uomini che cercano Nicholas; David, l'amico di Laurel, cerca di ricattare Clayton chiedendogli 50.000 dollari per mantenere il silenzio riguardo alla presunta relazione di Clayton con Laurel; Bobby continua ad avvicinarsi a Kay e in seguito dice ad April che non pensa che la loro relazione debba andare oltre.

## Guerra per la Weststar
- Titolo originale: To Have and to Hold
- Diretto da: Larry Hagman
- Scritto da: Leah Markus

### Trama
Due uomini si presentano all'appartamento di April per "parlarle" di Joey Lombardi e lei dice loro che Joey Lombardi ora è Nicholas Pearce e dove trovarlo; a causa di J.R. il prezzo delle azioni della WestStar sta scendendo e J.R. chiede a Ray di acquistare delle azioni per aiutarlo a prendere il controllo della società, ma Ray rifiuta; Ray e Jenna dicono a Charlie che vogliono mandarla in un collegio svizzero e lei non ne è felice; gli uomini della mafia stanno cercando il padre di Nicholas e Nicholas organizza uno stratagemma per fargli credere che i suoi genitori siano morti; Casey si confida con Sly sugli affari del padre con J.R. e sulle sue ambizioni; Miss Ellie rivela infine a Clayton il suo sospetto che lui abbia una relazione.

## Accusa di omicidio
- Titolo originale: Dead Reckoning
- Diretto da: David Paulsen
- Scritto da: Mitchell Wayne Katzman

### Trama
Nonostante Clayton abbia giurato di non avere una relazione, Miss Ellie gli dice che non può fidarsi di lui e gli chiede di lasciare Southfork; Jenna decide di accompagnare Charlie in Svizzera per aiutarla ad ambientarsi nel suo nuovo collegio; Cliff è sempre più agitato per tutti i soldi che sta perdendo a causa del calo del prezzo delle azioni WestStar che J.R. gli ha fatto comprare e inizia a prendere dei tranquillanti per aiutarsi a dormire; Clayton, infuriato, aggredisce David dopo aver sentito che ha mentito a Miss Ellie sulla relazione di Clayton con Laurel; Casey è sempre più stanco di lavorare per J.R., ma gli mancano i soldi o le conoscenze per sfondare.

## L'unico è J.R.
- Titolo originale: Never Say Never
- Diretto da: Cliff Fenneman
- Scritto da: Leonard Katzman

### Trama
David è morto e Clayton viene arrestato per omicidio; Miss Ellie sostiene Clayton, ma gli fa sapere che è più che altro una questione di apparenze; con Jenna e Charlie in Svizzera, Ray si sente solo nella sua grande casa vuota, finché non incontra Connie; Casey va da Cliff e gli dice che hanno molto in comune perché il modo in cui Jock ha trattato Digger è esattamente il modo in cui J.R. ha trattato il padre di Casey; Cliff inizia a fare un uso eccessivo di tranquillanti; Bobby è arrabbiato quando un senatore che incontra a Washington gli chiede una tangente in cambio del suo aiuto per ottenere di nuovo il diritto di usare il nome Ewing per Bobby; preoccupata per l'ulteriore stress che la lotta per WestStar sta causando alla salute già cagionevole di suo padre, Kimberly va da J.R. e lo informa che convincerà suo padre a sostenere J.R., tuttavia J.R. non è interessato a una tregua, vuole la resa totale.

## Un castello in Scozia
- Titolo originale: Last of the Good Guys
- Diretto da: Michael Preece
- Scritto da: Arthur Bernard Lewis

### Trama
Clayton informa Miss Ellie che non vuole continuare a vivere a Southfork se non altro per finta, ma Miss Ellie non vuole che Clayton se ne vada, ha solo bisogno di più tempo; J.R. mette gli occhi su Laurel; Ray va a letto con Connie, ma se ne pente subito; Sue Ellen chiede a Nicholas di comprarle una grossa quantità di azioni WestStar; Casey capisce che J.R. non lo libererà mai dalla sua morsa, quindi cerca di fare un accordo commerciale con Cliff; J.R. ottiene la prova che Clayton non ha ucciso David ed è disposto a usarla, a un prezzo; Kimberly è sorpresa di ottenere il sostegno di Sue Ellen nella battaglia per WestStar, ma la lotta potrebbe costare a Kimberly qualcosa di più caro.

## Fine della scalata
- Titolo originale: Top Gun
- Diretto da: Michael Preece
- Scritto da: David Paulsen

### Trama
L'abuso di tranquillanti da parte di Cliff sta diventando sempre più evidente; a Bobby viene detto che non riavrà mai più il nome Ewing Oil; Kimberly incolpa J.R. della morte di suo padre; Nicholas finalmente si confida con Sue Ellen sul suo passato; Connie non è disposta a lasciare andare Ray; Bobby ha difficoltà ad accettare le esigenze della carriera di Kay; Clayton è disgustato nello scoprire che J.R. ha ricattato Laurel per portarla a letto in cambio dell'annullamento delle accuse di omicidio. Gli azionisti della WestStar eleggono un nuovo presidente del consiglio di amministrazione e J.R. si aspetta di essere eletto, avvalendosi del diritto di voto di April, Cliff e Sly, ma rimane sbalordito quando Sue Ellen si presenta all'assemblea come azionista segreta e vota contro J.R., impedendogli di rilevare la WestStar.

## Lotte intestine
- Titolo originale: Pillow Talk
- Diretto da: Dwight Adair
- Scritto da: Leah Markus

### Trama
J.R. è furioso con Sue Ellen per essersi schierata con Kimberly e aver fatto votare Jeremy Wendell come presidente della WestStar; Sue Ellen lascia Southfork, ma J.R. le impedisce di prendere John Ross; Ray ordina a una Connie molto instabile di stare lontana da lui; J.R. informa Casey che non ha più bisogno dei suoi servizi; Miss Ellie vuole che Clayton diventi comproprietario di Southfork.

## Alla riscossa
- Titolo originale: Things Ain't Goin' Too Good at Southfork, Again
- Diretto da: Linda Gray
- Scritto da: Mitchell Wayne Katzman

### Trama
Una psicotica Connie cerca di pugnalare Ray; Jenna è spaventata da ciò che trova al suo ritorno dall'Europa; Cliff informa J.R. che ha venduto il suo giacimento di gas naturale e le sue azioni WestStar a Jeremy Wendell; Miss Ellie è arrabbiata con J.R. per aver tenuto John Ross lontano da Sue Ellen; Bobby ottiene il diritto di usare il nome Ewing Oil; J.R. è furioso dopo aver scoperto che Clayton è ora comproprietario di Southfork e lascia il ranch; Cliff accetta di dare una possibilità a Casey; Bobby e Kay decidono di porre fine alla loro relazione perché nessuno dei due è disposto a rinunciare alla carriera e trasferirsi; Lucy torna a casa.

## Duplice omicidio
- Titolo originale: The Fat Lady Singeth
- Diretto da: Leonard Katzman
- Scritto da: Leonard Katzman

### Trama
Lucy si affeziona a Casey dopo che lui le dice di odiare J.R.; J.R. ricatta Jeremy Wendell e riacquista gli ex asset della Ewing Oil dalla WestStar; Jordan Lee dice a Cliff di aver visto Pam; Jenna perdona Ray e decidono di lasciare Dallas; uno scontro tra Nicholas, Sue Ellen e J.R. per John Ross ha un finale tragico. Durante la lite, J.R. getta Nicholas giù dal balcone e Sue Ellen reagisce sparando a J.R.